# Johann Bergmüller (Kunsthandwerker, 1657)
Johann Bergmüller (* 5. Mai 1657 in Leuterschach; † 1. Januar 1737 in Türkheim) war dein deutscher Kistler, Tischler, Schreiner, Menuisier und Kunsthandwerker. 

## Leben
Bergmüller war der Bruder des Andreas Bergmüller und der Vater von Johann Georg Bergmüller. Bergmüller siedelte um 1683 nach Türkheim über. Dort betrieb er zeitlebens eine Schreinerwerkstatt und ein kleines Anwesen. Er widmete sich vor allem dem Altar- und Kanzelbau.

## Werke
- Klosterkirche St. Peter und Paul (Irsee), Hochaltar, Seiten- und Nebenaltäre von 1722 bis 1725
- St. Martin in Lamerdingen, Kanzel, 1699
- St. Vitus in Mauerstetten, Kanzel, Anfang des 18. Jahrhunderts
- Mariä Himmelfahrt in Türkheim, Laiengestühl, 1684
- St. Peter und Paul in Ziemetshausen, Kanzel, 1692 bis 1693 zusammen mit Martin Beichel
- Unserer Lieben Frau in Rammingen, Oberschwaben